# Décès en janvier 1964
Décès
- 1960
- 1961
- 1962
- 1963
- 1964
- 1965
- 1966
- 1967
- 1968

Pour une information complémentaire, voir la page d'aide.

| Date       | Nom                     | Pays                   | Activités                                                           | Âge | Source |
| ---------- | ----------------------- | ---------------------- | ------------------------------------------------------------------- | --- | ------ |
| 20 janvier | Henri Edebau            | Drapeau de la Belgique | Homme politique belge.                                              | 77  |        |
| 23 janvier | Lucila Gamero de Medina | Drapeau du Honduras    | Romancière, médecin et féministe hondurienne.                       | 90  |        |
| 24 janvier | Louisa Durrell          | Drapeau du Royaume-Uni | Mère de Lawrence Durrell, de Gerald Durrell et de Margaret Durrell. | 78  |        |